# A Girl in the River: The Price of Forgiveness
A Girl in the River: The Price of Forgiveness est un film documentaire pakistanais réalisé par Sharmeen Obaid-Chinoy et sorti en 2015.

## Synopsis
Le film suit l'histoire d'une jeune fille de 18 ans, qui survit à une tentative d'assassinat d'honneur par les gens de son village au Pakistan. Plus de 1 000 femmes sont tuées chaque année « pour l'honneur », le plus souvent par des membres de leur propre famille.

## Fiche technique
- Réalisation : Sharmeen Obaid-Chinoy
- Production :  HBO Documentary Films, SOC Films
- Durée : 40 minutes
- Date de sortie : 28 octobre 2015

## Distinctions
- 2016 : Oscar du meilleur court métrage documentaire[3]